# Garfield (personaj)
Garfield este o pisică fictivă și protagonistul benzilor desenate cu același nume, creat de Jim Davis. Benzile desenate se centrează pe Garfield, înfățișată ca o pisică portocalie, leneșă, grasă și cinică. El este remarcat pentru dragostea sa pentru lasagna, somn, și ura lui pentru Nermal, ziua de luni și exercițiul fizic.